# Liste der denkmalgeschützten Objekte in Dürnkrut
Die Liste der denkmalgeschützten Objekte in Dürnkrut enthält die 14 denkmalgeschützten, unbeweglichen Objekte der niederösterreichischen Marktgemeinde Dürnkrut im Bezirk Gänserndorf.

## Denkmäler
| Foto |                 | Denkmal                                                                  | Standort                                             | Beschreibung | Metadaten |
| ---- | --------------- | ------------------------------------------------------------------------ | ---------------------------------------------------- | --- | --- |
| ja   | Datei hochladen | Rundpfeiler, Pranger HERIS-ID: 10466 Objekt-ID: 6525                     | bei Hauptstraße 2 Standort KG: Dürnkrut              | Der Pranger in Form eines gedrungenen Pfeilers mit Bagstein und Eisenring wurde in der Mitte des Ortes im 17. Jahrhundert erbaut. | BDA-Hist.: Q38070353 Status: § 2a Stand der BDA-Liste: 2025-06-30 Name: Rundpfeiler, Pranger GstNr.: 961                                               |
| ja   | Datei hochladen | Kath. Pfarrkirche hl. Jakobus der Ältere HERIS-ID: 10465 Objekt-ID: 6524 | bei Kirchenberg 3 Standort KG: Dürnkrut              | Die erhöht im Westen des Ortes gelegene Pfarrkirche hl. Jakobus der Ältere ist ein einheitlicher Barockbau mit mächtigem Langhaus, hohen Rundbogenfenstern, strenger Lisenengliederung, eingezogenem Chor und einem dreigeschoßigen Westturm mit rundbogigen Schallfenstern und barockem Zwiebelhelm. Im Süden liegen eine zweigeschoßige Sakristei und ein Steinportal mit geschwungener Verdachung. | BDA-Hist.: Q38070316 Status: § 2a Stand der BDA-Liste: 2025-06-30 Name: Kath. Pfarrkirche hl. Jakobus der Ältere GstNr.: 1 Pfarrkirche Dürnkrut        |
| ja   | Datei hochladen | Schloss Dürnkrut mit Graben und Brücke HERIS-ID: 10467 Objekt-ID: 6526   | Schlossplatz 1 Standort KG: Dürnkrut                 | Schloss Dürnkrut ist ein vierflügeliges Wasserschloss mit dominierendem Torturm, das auf einer Anhöhe in der Mitte des Ortes liegt. Die bemerkenswerte Anlage besteht aus dem dominierenden, zweigeschoßigen Renaissancebau um einen quadratischen Hof, umgeben von Bastionen mit Rundbasteien und einem zum Teil erhaltenen Graben sowie der westlich tiefer liegenden, ursprünglich symmetrisch konzipierten, gegen Osten vorgelagerten Meierhofanlage des 17. Jahrhunderts, von der nur noch der zweigeschoßige Südtrakt erhalten ist. Die Fassade des Gebäudes wurde im Wesentlichen im 17. Jahrhundert gestaltet. | BDA-Hist.: Q20204255 Status: Bescheid Stand der BDA-Liste: 2025-06-30 Name: Schloss Dürnkrut mit Graben und Brücke GstNr.: 955/1, 954 Schloss Dürnkrut |
| ja   | Datei hochladen | Portal mit zwei Pfeilern HERIS-ID: 113975 Objekt-ID: 132366seit 2021     | bei Schlossplatz 1 Standort KG: Dürnkrut             | | BDA-Hist.: Q105682692 Status: Bescheid Stand der BDA-Liste: 2025-06-30 Name: Portal mit zwei Pfeilern GstNr.: 952                                      |
| ja   | Datei hochladen | Ehem. Meierhof des Schlosses Dürnkrut HERIS-ID: 10468 Objekt-ID: 6527    | Schlossplatz 2 Standort KG: Dürnkrut                 | Von dem Meierhof im Osten des Schlosses ist der zweigeschoßige Südflügel erhalten geblieben, der im Kern auf das frühe 17. Jahrhundert zurückgeht und später mehrfach verändert wurde. Die schlichte Fassade hat ein profiliertes Gesims. Im Erdgeschoß liegt eine Sala terrena, ein lang gestreckter tonnengewölbter Raum mit Stichkappen und reichen exotischen Landschaftsmalereien aus dem vierten Viertel des 18. Jahrhunderts. Zur Straße hin sind Reste der ehemaligen Ummauerung mit einem mächtigen Pfeilerportal zu sehen, das über eine Nische mit Atlanten verfügt.                                        | BDA-Hist.: Q38070525 Status: Bescheid Stand der BDA-Liste: 2025-06-30 Name: Ehem. Meierhof des Schlosses Dürnkrut GstNr.: 955/2                        |
| ja   | Datei hochladen | Rundbogenportal HERIS-ID: 113973 Objekt-ID: 132364seit 2021              | bei Schlossplatz 3 Standort KG: Dürnkrut             | Das Rundbogenportal, in dem zwei atlantenartige Nischenfiguren eingefasst sind, führt von der Hauptstraße zum Schlossareal. Das Objekt wurde 2022 restauriert, seither sind auch die Vasenaufsätze wieder vorhanden. | BDA-Hist.: Q105682689 Status: Bescheid Stand der BDA-Liste: 2025-06-30 Name: Rundbogenportal GstNr.: 952 Rundbogenportal Dürnkrut                      |
| ja   | Datei hochladen | Pfeilerportal mit Gittertor HERIS-ID: 113974 Objekt-ID: 132365seit 2021  | bei Schlossplatz 3 Standort KG: Dürnkrut             | | BDA-Hist.: Q105682691 Status: Bescheid Stand der BDA-Liste: 2025-06-30 Name: Pfeilerportal mit Gittertor GstNr.: 949                                   |
| ja   | Datei hochladen | Jüdischer Friedhof HERIS-ID: 98997 Objekt-ID: 114990                     | bei Leopold Käßmayer-Straße 17 Standort KG: Dürnkrut | Der jüdische Friedhof in Dürnkrut umfasst eine Fläche von 1661 m² und grenzt an den Ortsfriedhof. Das Areal wurde im Jahr 1904 von der Chewra Dadischa Dürnkrut gekauft. | BDA-Hist.: Q37773094 Status: § 2a Stand der BDA-Liste: 2025-06-30 Name: Jüdischer Friedhof GstNr.: 1020, 1021 Jewish cemetery Dürnkrut                 |
| ja   | Datei hochladen | Figurenbildstock hl. Florian HERIS-ID: 10471 Objekt-ID: 6530             | bei Florianistraße 1 Standort KG: Waidendorf         | Auf einem hohen Sockel steht eine mit 1902 bezeichnete Steinfigur des hl. Florian. | BDA-Hist.: Q38070794 Status: Bescheid Stand der BDA-Liste: 2025-06-30 Name: Figurenbildstock hl. Florian GstNr.: 2190/3                                |
| ja   | Datei hochladen | Figurenbildstock hl. Johannes Nepomuk HERIS-ID: 10470 Objekt-ID: 6529    | bei Hauptstraße 85 Standort KG: Waidendorf           | In der Nähe der Brücke über den Krüttelbach steht eine Johannes-Nepomuk-Statue aus der ersten Hälfte des 18. Jahrhunderts. | BDA-Hist.: Q38070729 Status: Bescheid Stand der BDA-Liste: 2025-06-30 Name: Figurenbildstock hl. Johannes Nepomuk GstNr.: 2288                         |
| ja   | Datei hochladen | Figurenbildstock hl. Johannes Nepomuk HERIS-ID: 207475seit 2021          | westlich von Kirchenplatz 1 Standort KG: Waidendorf  | Am westlichen Ortsrand befindet sich eine Johannes-Nepomuk-Statue aus dem 18. Jahrhundert. Die Statue wurde 2021 restauriert. | BDA-Hist.: Q107543285 Status: Bescheid Stand der BDA-Liste: 2025-06-30 Name: Figurenbildstock hl. Johannes Nepomuk GstNr.: 450/4                       |
| ja   | Datei hochladen | Kath. Pfarrkirche hl. Ulrich HERIS-ID: 10472 Objekt-ID: 6531             | bei Kirchenplatz 7 Standort KG: Waidendorf           | Die im Kern mittelalterliche Pfarrkirche hl. Ulrich liegt erhöht im Westen des Ortes und war ursprünglich von einem Friedhof umgeben. Sie hat ein romanisches Langhaus aus dem 13. Jahrhundert und einen frühgotischen, polygonal geschlossenen Chor aus dem frühen 14. Jahrhundert. In der zweiten Hälfte des 17. Jahrhunderts wurde die Kirche barockisiert und neu eingewölbt. | BDA-Hist.: Q38070803 Status: § 2a Stand der BDA-Liste: 2025-06-30 Name: Kath. Pfarrkirche hl. Ulrich GstNr.: 497 Pfarrkirche Waidendorf                |
| ja   | Datei hochladen | Figurenbildstock hl. Johannes Nepomuk HERIS-ID: 10469 Objekt-ID: 6528    | gegenüber Milchhausstraße 1 Standort KG: Waidendorf  | An der Brücke über den Sulzbach steht eine Johannes-Nepomuk-Statue aus der ersten Hälfte des 18. Jahrhunderts. | BDA-Hist.: Q38070629 Status: Bescheid Stand der BDA-Liste: 2025-06-30 Name: Figurenbildstock hl. Johannes Nepomuk GstNr.: 348                          |
| ja   | Datei hochladen | Urzeitliche Siedlung am Buhuberg HERIS-ID: 11375 Objekt-ID: 7461         | Pirrigl Standort KG: Waidendorf                      | Auf dem rund 160 × 90 Meter großen Plateau, das sich circa 30 Meter über die March erhebt, wurden in den Jahren 1981 bis 1983 archäologische Untersuchungen durchgeführt, durch die eine Besiedlung durch Träger der Věteřov-Kultur in der frühen bis mittleren Bronzezeit nachgewiesen werden konnte. | BDA-Hist.: Q38098753 Status: Bescheid Stand der BDA-Liste: 2025-06-30 Name: Urzeitliche Siedlung am Buhuberg GstNr.: 1799/1, 1799/2                    |